# Колісниківка (станція)
Колісниківка — проміжна залізнична станція 5-го класу Куп'янської дирекції Південної залізниці на лінії Куп'янськ-Сортувальний — Святогірськ між зупинними пунктами Глушківка (4 км) та 17 км (7 км). Розташована поблизу однойменного села Куп'янського району Харківської області.

## Історія
Станція відкрита у 1940 році під первинною назвою Скоросний.
5 вересня 2023 року, в ході дерусифікації, перейменована на станцію Колісниківка.

## Пасажирське сполучення
До російського вторгнення в Україну (з 2022) на станції зупинялися приміські поїзди Святогірського напрямку